# KV20
A KV20, no Vale dos Reis em Egito, foi possivelmente a primeira tumba a ser construída no vale. Era originalmente a tumba da Hatexepsute e de seu pai Tutemés I. A tumba foi notada pela expedição francesa ao vale, por Belzoni, e então um apuramento mais profundo foi tentado por James Burton em 1928. Entretanto, a tumba foi totalmente escavada primeiramente em 1903 por Howard Carter.
A tumba é um único plano, que vai girando e descendo dentro da montanha mais de 200 metros (veja no site abaixo), da entrada até a câmara do sarcófago a tumba desce noventa e sete metros abaixo da superfície. O corpo de Tutemés I foi movido para a KV38 e o da Hatexepsute não tinha sido identificado até junho de 2007 quando uma das duas múmias femininas da tumba KV60 foi testada por DNA pelo chefe de antiguidades egípcias, Zahi Hawass.